# ADAP2
ADAP2 (англ. ArfGAP with dual PH domains 2) — білок, який кодується однойменним геном, розташованим у людей на короткому плечі 17-ї хромосоми. Довжина поліпептидного ланцюга білка становить 381 амінокислот, а молекулярна маса — 44 349.
| 10         |  | 20         |  | 30         |  | 40         |  | 50         |
| ---------- |  | ---------- |  | ---------- |  | ---------- |  | ---------- |
| MGDRERNKKR |  | LLELLRAPDT |  | GNAHCADCGA |  | ADPDWASYKL |  | GIFICLNCCG |
| VHRNFPDISR |  | VKSVRLDFWD |  | DSIVEFMIHN |  | GNLRVKAKFE |  | ARVPAFYYIP |
| QANDCLVLKE |  | QWIRAKYERR |  | EFMADGETIS |  | LPGNREGFLW |  | KRGRDNSQFL |
| RRKFVLLARE |  | GLLKYFTKEQ |  | GKSPKAVISI |  | KDLNATFQTE |  | KIGHPHGLQI |
| TYRRDGHTRN |  | LFVYHESGKE |  | IVDWFNALRA |  | ARLQYLKMAF |  | PELPESELVP |
| FLTRNYLKQG |  | FMEKTGPKQK |  | EPFKKRWFAL |  | DCHERRLLYY |  | KNPLDAFEQG |
| QVFLGNKEQG |  | YEAYEDLPKG |  | IRGNRWKAGL |  | TIVTPERRFV |  | LTCPSEKEQQ |
| EWLESLRGVL |  | SSPLTPLNRL |  | TASTESGRSS |  | R          |  |            |

A: Аланін

C: Цистеїн

D: Аспарагінова кислота

E: Глутамінова кислота

F: Фенілаланін

G: Гліцин

H: Гістидин

I: Ізолейцин

K: Лізин

L: Лейцин

M: Метіонін

N: Аспарагін

P: Пролін

Q: Глутамін

R: Аргінін

S: Серин

T: Треонін

V: Валін

W: Триптофан

Кодований геном білок за функцією належить до активаторів гтфаз. 
Задіяний у такому біологічному процесі, як альтернативний сплайсинг. 
Білок має сайт для зв'язування з іонами металів, іоном цинку. 
Локалізований у клітинній мембрані, цитоплазмі, мембрані.